# 톈진 과학기술관

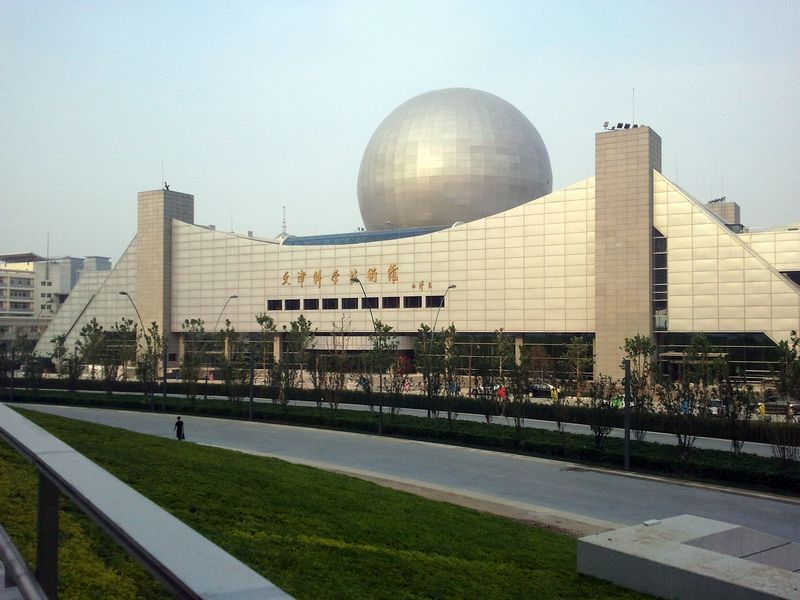
톈진 과학기술관

톈진 과학기술관(중국어: 天津科学技术馆)은 중국 톈진시에 위치한 과학 기술 박물관이다.